# Sveriges Djurrättsaktivister
Sveriges Djurrättsaktivister, SveDa, är ett nätverk bestående av lokala fristående djurrättsgrupper runt om i Sverige. Nätverkets huvudsakliga uppgift är att främja och underlätta samarbetet mellan grupper och individer i olika städer, men också för att gemensamt kunna arbeta tillsammans i olika kampanjer. Man håller ett landsmöte en gång om året.
SveDa bildades år 2005 och sedan dess har de bland annat fått klädkedjor som J.Lindeberg, GO, KRISS, Boomerang och Fjällräven pälsfria. Under kampanjen mot KRISS fick SveDa kritik i media för att använda maffiametoder. Orsaken var att efter kampanjens start blev KRISS utsatta för ett flertal aktioner från Djurens befrielsefront. Efter att KRISS beslutat att ta bort den äkta pälsen från sitt sortiment kommenterade Carl-Johan Nilsson på KRISS det med "Inte för att vi har blivit övertygade utan för att vi har blivit hotade och tvingade".
Men nätverkets presstalesperson kommenterade hoten och aktionerna i Sveriges Radio med "ja, det är väl olyckligt såklart, men som slutsats så är det ju ändå positivt för djuren. Det får man ju inte glömma av då så ur ett kampanjperspektiv och ur djurens perspektiv så är det ändå en framgång, oavsett anledningen till att de slutar saluföra det"
En viktig skillnad mellan SveDa och till exempel organisationen Djurens Rätt är att SveDa öppet stödjer Djurens befrielsefronts olagliga aktioner. SveDas egna medlemsorganisationer använder dock i huvudsak lagliga metoder i sitt arbete, såsom demonstrationer, flygbladsutdelningar och informationsbord.
Enligt SveDas hemsida är nätverkets riktlinjer följande: 
| ” | 1. Nätverket består av djurrättsgrupper och individer som arbetar för ett samhälle utan djurförtryck. 2. Nätverkets syfte ska vara att lära av varandra och upprätthålla ett samarbete. 3. Nätverket ska verka för en platt och demokratisk struktur och vi tolererar ej förtryck och diskriminering inom nätverket. 4. Samarbetet inom nätverket definieras genom landsmöten där konsensus i största möjliga mån eftersträvas. 5. Nätverket stödjer allt arbete som utförs för djuren så länge ingen kommer till fysisk skada. | „ |